# Jean Aycelin de Montaigut
Jean-Aubert Aycelin de Montaigut est un religieux du moyen Âge tardif qui fut évêque de Clermont au XIVe siècle.

## Biographie
Jean Aycelin est issu d’une famille noble de Billom, les Aycelin de Montaigu. Il est abbé de Clermont à la cathédrale quand il est élu évêque de Clermont en 1298 et prend possession de ses fonctions le jour de pâques .
Il achète en 1298 pour 3 000 livres à Jeanne de Beaujeu, femme de Jean de Dreux, chambrier de France, la seigneurie de Châteldon. Une charte assez curieuse se trouve dans l'histoire de la maison de Dreux par Duchesne d'où il semble résulter que Philippe le Bel, à titre de suzerain, consentit à ratifier, en 1304, cette transaction seulement après une augmentation de prix de 2 000 livres, qu'il dut certainement s'approprier. Il meurt le 14 juin 1301 et est enterré dans le chœur de la cathédrale.